# FC Al Tahrir
El F.C. Al Tahrir es un equipo de fútbol de Eritrea que pertenece a la Primera División de Eritrea, la liga de fútbol más importante del país.
Su sede se ubica en la capital Asmara y es el único equipo del país en superar la ronda preliminar en una competición continental.

## Palmarés
- Primera División de Eritrea: 2

1997, 2007

## Participación en competiciones de la CAF
| Temporada | Torneo                      | Ronda      | Club      | Casa  | Visita | Global |
| --------- | --------------------------- | ---------- | --------- | ----- | ------ | ------ |
| 2008      | Liga de Campeones de la CAF | Preliminar | Tusker FC | dq1   | dq1    | dq1    |
| 2008      | Liga de Campeones de la CAF | 1          | Al-Ahly   | w.o.2 | w.o.2  | w.o.2  |

1- Tusker fue expulsado del torneo, excluido de los torneos de la CAF por tres años y multado con $5000 luego de que los oficiales de migración de Kenia se negaran a que los árbitros para el partido de ida ingresaran al país.

2- Al Tahrir abandonó el torneo por problemas internos.